# 下谷サドマゾ事件
下谷サドマゾ事件（したやサドマゾじけん）は、1917年（大正6年）2月から3月にかけて東京府東京市下谷区（現東京都台東区）で発生した傷害致死事件。

## 概要
1917年3月2日、ある医師から警察に通報があった。往診した患者について虐待の痕があるとのことだった。
警察官と警察医が急行し患者を調べたところ、患者は若い女（25歳）で全身に切り傷や火傷のあとがあり、手足の指の何本かが切断されて化膿していた。そして背中や腕には焼け火箸で「○○○○（同居していた男の名）妻、大正六年」と刻まれていた。女は同日午後9時に死亡した。
警察は、同居していた男（30歳）を傷害致死の疑いで逮捕し、取り調べた。当初警察は、今で言うところのドメスティックバイオレンスだと考えていた。しかし、意外な事実が明らかになった。

## 経緯
犯人の男と被害者の女は1916年（大正5年）1月頃から同棲を始めるようになった。しかし被害者の女は多淫で一晩に数回も性行為をせがみ、男の弁によると「ちんぼが立たなくなるといじって無理に立たせるのです」と半ば強制的に性行為をさせられたという。
やがて、女は隣室の男を引き込んで浮気するようになったが、翌年1月7日、浮気現場を押さえられて、隣室の男と別れさせられた。
隣室の男は一種のサディストで、被害者の傷のうち、背中・尻・股の傷は彼が傷つけたものであった。その頃から被害者の女はマゾヒズムに目覚めるようになった。
被害者の女は、同居の男に浮気のお詫びとして自分の指を切断してほしいと頼み、断られると自分で切断したという。焼け火箸の文字も浮気をしない証として同居の男に書かせたということであった。

## 裁判
犯人（同居の男）は傷害致死で懲役10年を求刑されたが、判決直前に脳溢血で死亡した。